# Diócesis de El Alto
La diócesis de El Alto (en latín: Dioecesis Altana) es una circunscripción eclesiástica de la Iglesia católica en Bolivia. Se trata de una diócesis latina, sufragánea de la arquidiócesis de La Paz. Desde el 30 de marzo de 2021 su obispo es Giovani Edgar Arana.

## Territorio y organización
La diócesis tiene 23 000 km² y extiende su jurisdicción sobre los fieles católicos de rito latino residentes las provincias del departamento de La Paz de: Muñecas, Camacho, Manco Kapac, Omasuyos, Los Andes y Ingavi, además de la parte de la provincia de Murillo que se halla en el altiplano boliviano, es decir la ciudad de El Alto, la comunidad de Zongo y parte de la comunidad Achocalla.
La sede de la diócesis se encuentra en la ciudad de El Alto, en donde se halla la Catedral de Nuestra Señora de la Candelaria.
En 2021 en la diócesis existían 58 parroquias.

## Historia
La diócesis fue erigida el 25 de junio de 1994 con la bula Spirituali Christifidelium del papa Juan Pablo II, obteniendo el territorio de la arquidiócesis de La Paz.

## Estadísticas
Según el Anuario Pontificio 2022 la diócesis tenía a fines de 2021 un total de 877 200 fieles bautizados.
| Año                                                                             | Población            | Población | Población      | Sacerdotes | Sacerdotes    | Sacerdotes    | Bautizados por sacerdote | Diáconos permanentes | Religiosos | Religiosos | Parroquias |
| Año                                                                             | Bautizados católicos | Total     | % de católicos | Total      | Clero secular | Clero regular | Bautizados por sacerdote | Diáconos permanentes | Varones    | Mujeres    | Parroquias |
| ------------------------------------------------------------------------------- | -------------------- | --------- | -------------- | ---------- | ------------- | ------------- | ------------------------ | -------------------- | ---------- | ---------- | ---------- |
| 1999                                                                            | 617 828              | 1 002 800 | 61.6           | 57         | 26            | 31            | 10 839                   | 18                   | 44         | 145        | 46         |
| 2000                                                                            | 617 828              | 1 002 800 | 61.6           | 60         | 29            | 31            | 10 297                   | 20                   | 44         | 145        | 46         |
| 2001                                                                            | 700 000              | 1 003 000 | 69.8           | 62         | 30            | 32            | 11 290                   | 20                   | 45         | 145        | 49         |
| 2002                                                                            | 690 000              | 1 010 000 | 68.3           | 69         | 29            | 40            | 10 000                   | 25                   | 53         | 145        | 50         |
| 2003                                                                            | 700 000              | 1 100 000 | 63.6           | 63         | 27            | 36            | 11 111                   | 26                   | 46         | 123        | 50         |
| 2004                                                                            | 900 000              | 1 100 000 | 81.8           | 58         | 22            | 36            | 15 517                   | 30                   | 48         | 123        | 50         |
| 2006                                                                            | 905 000              | 1 220 000 | 74.2           | 46         | 28            | 18            | 19 673                   | 22                   | 28         | 132        | 54         |
| 2013                                                                            | 1 026 000            | 1 367 000 | 75.1           | 60         | 44            | 16            | 17 100                   | 40                   | 20         | 105        | 58         |
| 2016                                                                            | 919 065              | 1 431 914 | 64.2           | 62         | 44            | 18            | 14 823                   | 43                   | 22         | 25         | 59         |
| 2019                                                                            | 959 800              | 1 495 440 | 64.2           | 56         | 41            | 15            | 17 139                   | 38                   | 18         | 28         | 58         |
| 2021                                                                            | 877 200              | 1 538 240 | 57.0           | 57         | 42            | 15            | 15 389                   | 43                   | 18         | 17         | 58         |
| Fuente: Catholic-Hierarchy, que a su vez toma los datos del Anuario Pontificio. |                      |           |                |            |               |               |                          |                      |            |            |            |

## Episcopologio
- Jesús Juárez Párraga, S.D.B. (25 de junio de 1994-2 de febrero de 2013 nombrado arzobispo de Sucre)
- Eugenio Scarpellini † (25 de julio de 2013-15 de julio de 2020 falleció)
- Giovani Edgar Arana, desde el 30 de marzo de 2021[nota 1]